# Aquiles Lanza
Aquiles Lanza Seré (Montevideo, 31 de mayo de 1924 - Montevideo, 6 de noviembre de 1985) fue un médico y político uruguayo, perteneciente al Partido Colorado.

## Carrera
Graduado como médico en 1954 se especializó en cirugía, actividad en la cual alcanzó un gran destaque. 
Militante de la Lista 15 liderada por Luis Batlle Berres, en 1962 cofundó junto a Zelmar Michelini la Lista 99, por la que fue elegido diputado en los comicios de ese año. Cuatro años después, en las elecciones de 1966, acompañó a Michelini como candidato a Vicepresidente de la República, en la fórmula presidencial que este encabezó. En esos comicios reconquistó su banca en la Cámara Baja. Tiempo después, se distanció de la Lista 99 y se acercó al gobierno de Jorge Pacheco Areco, que en 1968 lo designó director de la Oficina de Planeamiento y Presupuesto (OPP), y luego, en 1969, de la Oficina del Servicio Civil. Entre 1970 y 1971 volvió a ser director de la OPP. En 1973 fue designado integrante del Consejo Nacional de Educación (CONAE) recientemente creado, pero renunció a su cargo al producirse el golpe de Estado del 27 de junio de 1973. 

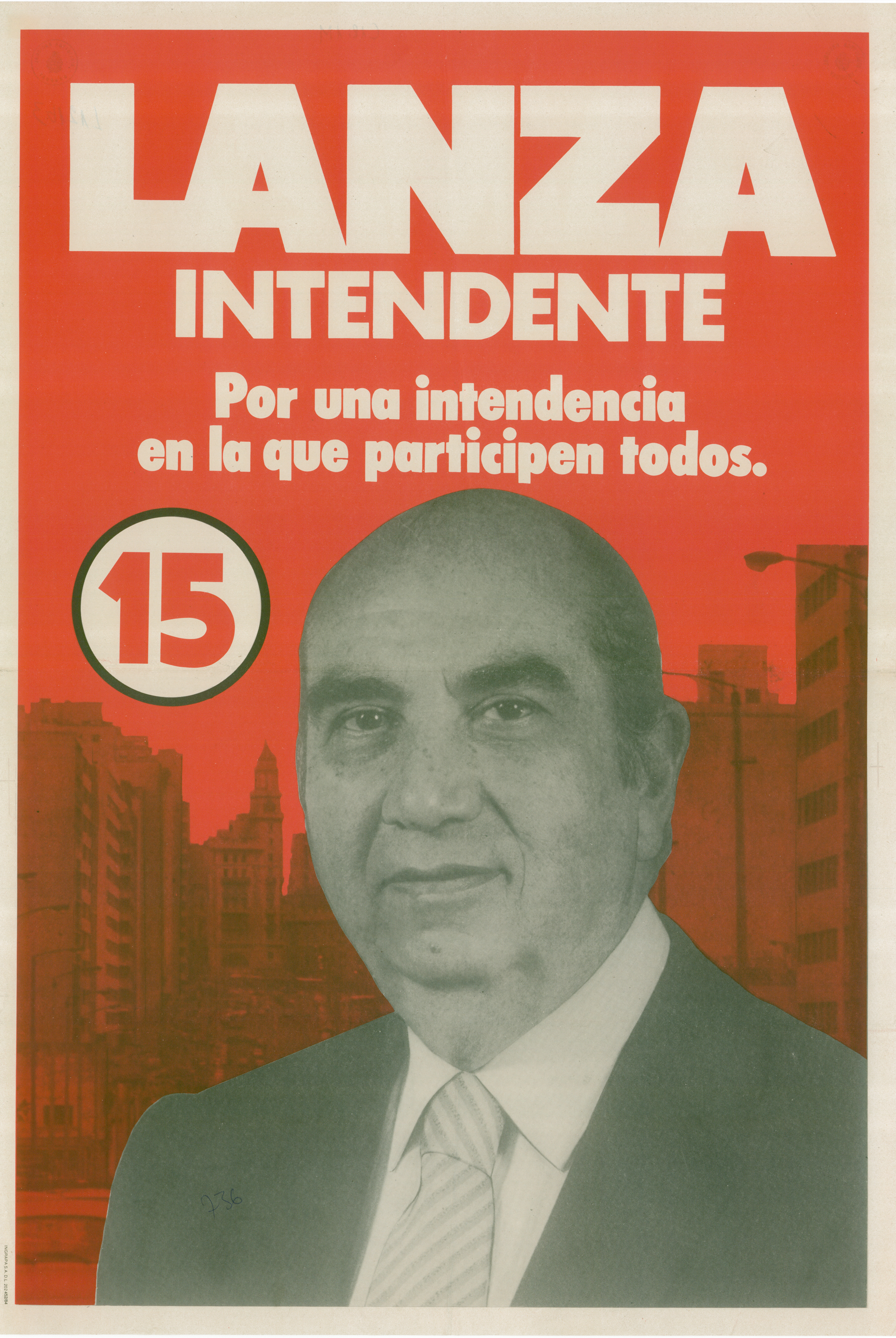
Póster político a favor de la candidatura de Lanza a la intendencia de Montevideo.

A finales de la dictadura, entre 1982 y 1984, tuvo un rol fundamental en la formulación del nuevo programa de su partido, titulado "Por un Uruguay para todos". En el acto final previo a las elecciones, definió su futura política si era electo Intendente de la capital, como "una revolución en paz". 
Al finalizar la dictadura militar, tras las elecciones de noviembre de 1984, Aquiles Lanza fue elegido Intendente de Montevideo, con el apoyo de los principales grupos batllistas, cuyo candidato presidencial en dichos comicios (Julio María Sanguinetti), obtuvo la presidencia de la República. 
Asumió la titularidad del ejecutivo departamental de la capital el 15 de febrero de 1985, y se desempeñó en dicho cargo durante sólo nueve meses, al cabo de los cuales falleció, a consecuencia de una crisis cardíaca, con sólo 61 años de edad. 
Su trabajo al frente de dicha Intendencia demostró su fuerte compromiso social. Colaboró en la ejecución de un plan alimentario de emergencia, impulsó la construcción de viviendas para erradicar asentamientos pobres, y creó una Unidad Asesora (UAPE) que estableció un contacto directo con las comisiones vecinales y grupos juveniles. También desarrolló un amplio programa de actividades culturales en los barrios y mejoró el servicio de policlínicas municipales de atención primaria.

## Familia
Casado con Alba Osores, la cual ocupase más adelante una banca en diputados por la Lista 15.
| Predecesor: Juan Carlos Payssé | Intendente de Montevideo 15 de febrero de 1985-6 de noviembre de 1985 | Sucesor: Jorge Luis Elizalde (1985-1988) Julio Iglesias Álvarez (1988-1990) |